# Arian Çani
Arian Çani, né le 4 mai 1968 à Gjirokastër, Albanie, est un journaliste et animateur de télévision albanais. Il est surtout connu pour avoir animé l’émission politique Zonë e Lirë sur plusieurs chaînes de télévision albanaises, dont TV Klan, Vizion Plus et ABC News Albanie.

## Biographie

### Jeunesse et formation
Arian Çani naît à Gjirokastër, en Albanie. Il passe une partie de son enfance chez ses grands-parents maternels, dans un environnement hellénophone, et n’apprend l’albanais que plus tard. Il a également révélé avoir vécu quelque temps dans un orphelinat à Shkodër,.

### Carrière médiatique
Çani commence sa carrière de présentateur et journaliste télévisé au début des années 2000. Il est surtout connu comme créateur et animateur de l’émission politique Zonë e Lirë, version albanaise adaptée de Tout le monde en parle, diffusée initialement sur TV Arbëria (TVA), puis sur TV Klan (2005-2007), Vizion Plus (2007-2011), de nouveau sur TV Klan (2011-2022), ensuite sur ABC News, et actuellement sur MCN TV,,,.

### Prises de position
Çani est connu pour ses prises de position franches sur la politique et les médias albanais. Il a participé à de nombreux débats et interviews dans les médias nationaux. Il a également tenu des propos controversés à propos du paysage médiatique et politique en Albanie.

## Vie privée
Arian Çani est marié à Enida Petro, dentiste pédiatrique. Le couple a deux enfants,.